# 39167 Opitom
39167 Opitom è un asteroide della fascia principale. Scoperto nel 2000, presenta un'orbita caratterizzata da un semiasse maggiore pari a 3,1294135 au e da un'eccentricità di 0,1071421, inclinata di 1,09496° rispetto all'eclittica.